# 凉拌粉

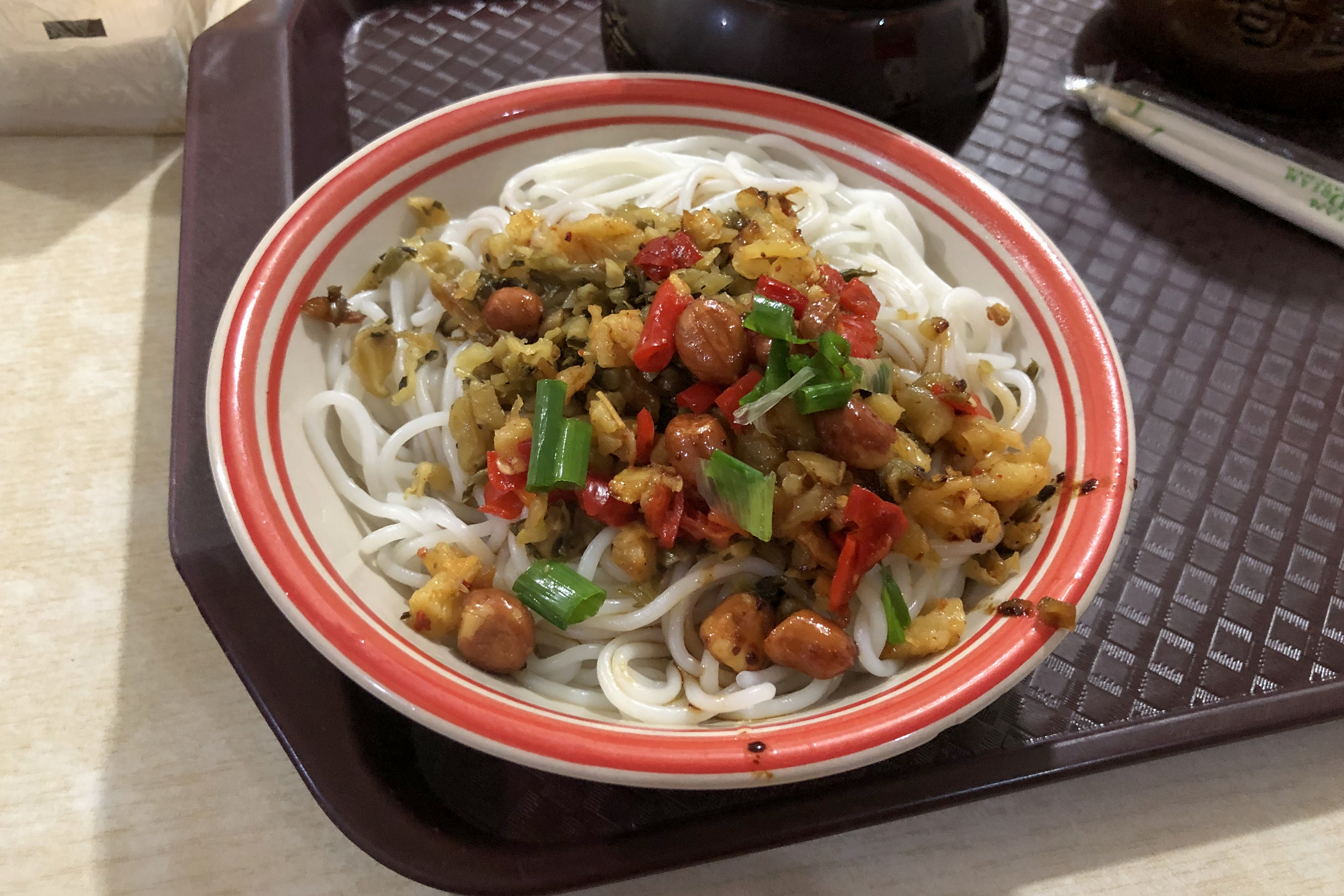
南昌拌粉

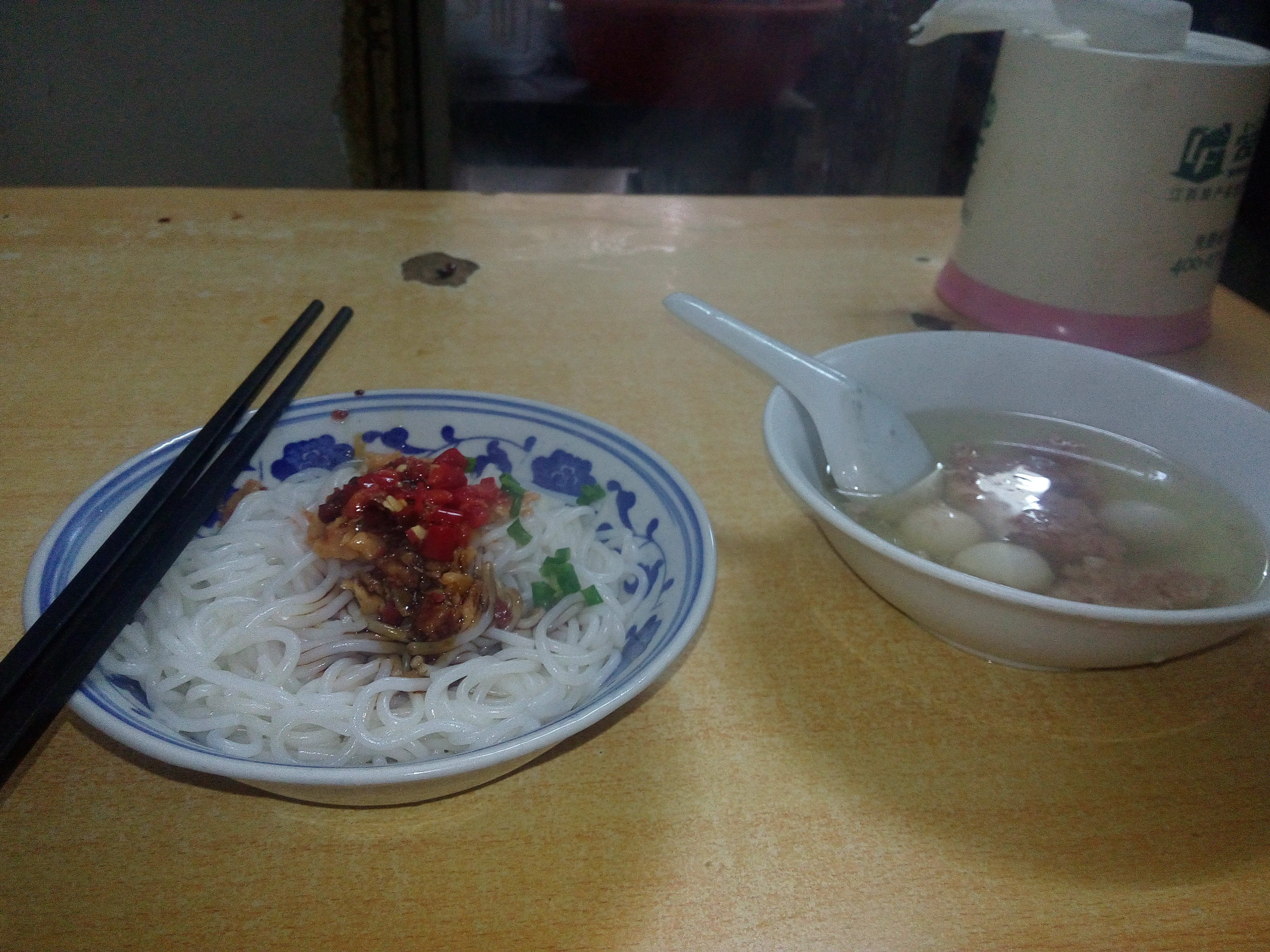
南昌的早餐神器 左侧的拌粉和右侧的瓦罐汤（汤很烫图片中倒出到碗中放凉）

凉拌粉，是中国江西的著名小吃，原料采用江西特有的南昌米粉，烹饪方式为在煮熟的南昌米粉基础上，滤干，辅以作料，拌匀制作而成。凉拌粉深受江西民众喜爱，在南昌，和瓦罐汤一起搭配，是市民最常用的早餐。

## 野史
江西作为七省通衢的长江中游地区，上可通达武汉，下可直抵广州，交通发达，各个地方的特色美食也随之涌入。
据传民末清初时期，百年余前的一家南昌小餐馆，老板娘正在为食客们准备饭食。
主食为日常常吃的米粉，为了味道更好，便在厨房里环视一圈，灵机一动，将花生酱、辣椒油、醋等多味调料混在一起，再与煮好的米粉拌匀。
拌好的米粉上桌，红亮亮的色泽立即让食客们食指大动。挑一筷入口，米粉爽滑劲道，酱料醇香爽辣，征服食客的味蕾。有人忙问老板娘这道小吃的名字，因为临时起意，老板娘也就随口说道：“你就叫它‘拌粉’吧”。

## 材料
准备配料：大蒜、生姜、大葱、干辣椒、雪里红[或榨菜]、萝卜干、酸豆角、上好的江西细米粉、生抽、油、盐、香油。

## 制作方法
①姜、葱、蒜切末，干辣椒段切成小段
②起锅烧热下少许猪油，爆香葱、姜、蒜、萝卜干、酸豆角、雪里红以及干辣椒段炒香，时间无需太长，二十秒即可，材料捞出备用。
③将米粉冷水浸泡四五个小时，锅中加水开大火至水开放粉并改小火煮一分钟捞出备用。【一直搅拌，不然粉很容易粘粘】
④将所有粉与所有小料倒入碗中搬运，可加入生抽与香油调味。